# Peperomia hombronii
Peperomia hombronii är en pepparväxtart som beskrevs av C. Dc.. Peperomia hombronii ingår i släktet peperomior, och familjen pepparväxter. Inga underarter finns listade i Catalogue of Life.